# Филармонический оркестр Керкиры
Филармонический оркестр «Мандзарос» Керкиры (греч.  Φιλαρμονική Ορχήστρα «Μάντζαρος» της Κέρκυρας ) — один из наиболее известных музыкальных коллективов современной Греции, базируется на острове  Керкира. 

## История
История оркестра неразрывно связана с историей и деятельностью Филармонического общества Керкиры, созданного в 1840 году и получившего в дальнейшем имя его основателя, композитора Николаоса Мандзароса (Φιλαρμονική Εταιρεία Κέρκυρας "Μάντζαρος"). 
Однако в ряду музыкальных коллективов созданных “Обществом” на острове, временем создания Филармонического оркестра принято считать 90-е годы XIX века. 
Создание оркестра связано также с деятельностью социалистического «Развлекательного коллектива», датой создания которого некоторые источники указывают 1890 год, а годом первого выступления указывается 1891. 
При этом, чтобы отличить этот оркестр от оркестров Общества 1840 года, он часто именуется Вторым оркестром Мандзарос. 
Важным этапом в истории оркестра стало его участие в  Первой Олимпиаде современности в Афинах, в 1896 году. 
Оркестр играл на столичной  площади Конституции марши и музыку Верди, и, вместе со старым Филармоническим оркестром Керкиры и другими оркестрами, принял участие 31 марта в факельном Олимпийском шествии. 

## Сегодня
С начала XX века Общество и оркестр создали множество музыкальных обществ, параллельных оркестров и хоров. 
Основной оркестр выступал с концертами на EXPO 2000 в Ганновере, Германия, в здании  Афинского оперного театра в 2003 году, в  Афинском концертном зале Мегарон в 2009 году и в аналогичном зале «Мегарон» столицы Македонии, города Фессалоники, в 2011 году. 
В 2005 году Филармонический оркестр Керкиры был награждён европейским фондом ROBERT SCHUMMAN
В августе 2016 года на Всемирном фестивале оркестров («World Orchestra Festival 2016») в  Вене Филармонический оркестр «Мандзарос» Керкиры завоевал Первый (золотой) приз, а его руководитель и дирижёр, Сократис Антис получил приз «Исключительного маэстро».